# ラスト♡シンデレラ
『ラスト♡シンデレラ』は、2013年4月11日から6月20日まで毎週木曜日22:00 - 22:54に、フジテレビ系「木曜劇場」枠で放送されたテレビドラマ。主演は篠原涼子。
キャッチコピーは「女の本音 VS 男の本音、ちょっとエッチな大人の恋物語。」。

## 制作
彼氏いない歴10年の恋に不器用な39歳独身の「おやじ女子」を主人公に、女の本音・男の本音とともにお色気描写を交えて恋愛模様を描く大人のラブコメディ。
放送当時、日本のテレビドラマでは性的描写が自粛傾向にあったが、フジテレビドラマプロデューサーの中野利幸は、「大人の恋愛を描く上でエッチな話や行為を避けるのは逆に不自然」であると考え、お色気シーンはリアリティを表現するためにも必要なものとして物語の中に多く盛り込んでいる。また、ラブコメディとして、卑猥（ひわい）さや生々しくならないように工夫され、視聴者が学校や職場などで気軽に話題にできるテレビ的エンターテインメントの原点を追求している。

## 反響・評価
平均視聴率は15.2%、最高視聴率は最終話の17.8%と高視聴率を記録した。最終話の瞬間最高視聴率は22時56分、57分、59分の3時点でクライマックスシーンの20.9%。
反響は大きく、視聴率は初回から第7話まで一度も数字を落とさない右肩上がりを記録した。これは1989年に日本で視聴率がデータ化されて以来、民放の連続ドラマでは史上初のことである。初回から7週連続視聴率上昇という記録は、当ドラマの次のクールに放送されたTBS系『半沢直樹』に抜かれるまでは民放の連続ドラマ史上最高記録であった。
有料動画配信サービス・フジテレビオンデマンド（FOD）では、オンエア中の放送4週目で連続ドラマ売上ランキング歴代1位を記録した。
YouTubeの番組公式動画『ラスト♡シンデレラ〜お色気編〜』でドラマ内のお色気シーンを集めた動画は掲載から2週間足らずで40万再生を超え、約1カ月で200万再生を記録した。
視聴者の盛り上がりを受けて、第10話放送後から最終話放送中まで「桜は、広斗と凛太郎のどちらを選ぶと思いますか?」という緊急投票をドラマ公式サイトで実施。投票総数は約375万票という驚異的な数字となり、フジテレビ連続ドラマのホームページアクセス数が歴代1位を記録した。
主人公の桜を演じた篠原涼子は第77回ザテレビジョンドラマアカデミー賞主演女優賞を受賞した。

## キャスト

### 主要人物
遠山 桜（とおやま さくら）〈39〉
演 - 篠原涼子
本作の主人公。ヘアーサロン『HAPPY-GO-LUCKY』吉祥寺店の副店長。美容師。福岡県出身。美容師としての腕は確かだが、自分のことには無頓着。今は結婚はまだ考えていない。恋もご無沙汰で、恋の仕方も忘れている。中年男性のような生活を送っていたら女性ホルモンが減少し、ヒゲが生えてきた。おやじ女子。凛太郎からは「遠山の金さん」に因んで金（きん）と呼ばれている。赤城神社の前のマンション（510号室）に住んでいるが、隣人が凛太郎ということが後に発覚する。第5話では実家の母からの電話や、上京した弟と偶然遭遇するシーンがあり、家族とは博多弁を話している。
佐伯 広斗（さえき ひろと）〈24〉
演 - 三浦春馬
1988年7月21日生まれ。東京都杉並区出身。佐伯はライダーネームで本名は大神広斗。BMXライダーで大神コーポレーション御曹司。小学生の頃に両親が離婚。母と暮らしていたが病死。その後父に預けられたが既に再婚していた。両親が留守中に千代子から「お腹が空いた」と言われてドーナツを作っていたが、鍋が落ちて千代子の背中に大火傷をさせてしまった過去がある。BMXを始めたのは小学生の時、母にたまたま大会に連れられたことによる。高校卒業後、本格的にBMXの大会に参戦し、数多くの大会で優秀な成績を残すなど、日本ランキング1位まで登りつめる。しかし膝の靱帯断裂の大怪我を負ってから、良い成績が残せなくなってしまう。義妹・千代子の依頼で桜に接近する。BMXの仕事だけでは生活できないので物流倉庫でアルバイトをしている。この姿勢を見せたことが聡や理恵が考えを改めるきっかけとなっており、本人もこの2人との出会いにより桜やBMXに対して真剣に向き合うようになる。
立花 凛太郎（たちばな りんたろう）〈39〉
演 - 藤木直人
ヘアーサロン『HAPPY-GO-LUCKY』吉祥寺店の店長。美容師。銀座本店から異動してきた桜の同期で天敵であったはずが、次第に桜のことが好きになっていく。桜と同じマンションの隣の部屋（509号室）に住んでいる。野球が好きで、部屋にはグローブやボールを置いており、メジャーリーグのレッドソックスやオリオールズのユニフォーム、野球選手の写真を飾っている。中学時代の先輩と付き合って、10年以上同棲したが別れた過去がある。
大神 千代子（おおがみ ちよこ）〈23〉
演 - 菜々緒
大神コーポレーション社長令嬢で広斗の義妹。幼いころから桜・凛太郎と知り合い。16歳も年上の凛太郎に恋愛感情を抱いている。しかし凛太郎の近くにいる桜の存在を妬ましく思っており、広斗に「火傷」のことを持ち出した上で、桜を騙すよう指示している。幼少期に両親が留守中に「お腹が空いた」と言って広斗にドーナツを作ってもらっていたが、鍋が落ちて背中に大火傷をする。それ以来自分に自信が持てず、ちょっとしたこともヒステリックを起こしたりと卑屈になってしまっている。通院しており薬を飲んでいる。
武内 美樹（たけのうち みき）〈42〉
演 - 大塚寧々
1970年10月10日生まれ。福岡県福岡市出身。練馬区上石神の一軒家に在住。桜、志麻とは同じ高校の陸上部繋がりで桜の先輩にあたる。何かあれば桜を頼る親友の間柄。既婚者で専業主婦。子供ができたため結婚したが、夫からはプロポーズもなく、結婚式も挙げなかった。新婚旅行はハワイに行った。夫とはセックスレスの状態が1年も続いている。家族のために毎日ご飯を作って、弁当や総菜に頼らず手作りをしている。専業主婦を13年しており、パートの面接に行くが不採用が続く。桜や志麻に「本当は私、2人に引け目を感じていたんだ。2人共ちゃんと自立しているじゃない。それって凄いことだと思うの。2人が何に対しても物怖じしないで自分を持って生きているのは、仕事で成功したっていう自信があるからだと思う。私にそれがなかったからさ。でも人生これからだもんね。私もいつか自分に自信が持てるようになりたいなぁ」と胸の内を明かしている。
長谷川 志麻（はせがわ しま）〈44〉
演 - 飯島直子
桜の親友。ジムのヨガトレーナー。性依存症の肉食系女子。志麻姉と桜から呼ばれている。桜、美樹とは同じ高校の陸上部繋がりで、美樹が1年生の頃志麻は部長をしていた。桜と遊ぶため、彼女の平日休みに合わせて、勤務スケジュールを調節している。ジムを利用する男性から関心を持たれている自覚はあるが、あまり相手にしない対応に留めている。離婚歴あり。第5話では「結婚するずっと前から子供が欲しくて、夫が望んでいたから心待ちにしていたんだけどなかなかできなくてね。もちろん不妊症を疑ったけど病院に行くのにお互い抵抗があって。でも待てど暮らせどできないから。やっぱりギクシャクしちゃって。結局それが原因で離婚したんだ。だからあなたには勇気出して病院行って欲しいのと思ったりするのよ。あの時勇気出して病院行ってたら、もしかしたら未来は変わったのかもしれないって。別れた夫に未練があるのじゃないのよ。できる努力をしなかったことがねそれだけは後悔している」と、公平には病院へ行きEDの検査をして貰うことを勧めている。元夫に遭遇したり公平へ過去の出来事を告白してからは、体を目的の人より中身を見てくれる人を求める考えになっていく。

### HAPPY-GO-LUCKY 吉祥寺店
柏木 智則（かしわぎ とものり）〈25〉
演 - NAOTO（EXILE / 三代目 J SOUL BROTHERS）
アシスタント。のぞみ、春子と一緒にいることが多い。桜から頼みがあると声をかけられ、店でエッチな映像をパソコンで見られるよう協力している。優しい性格であるため、女性スタッフの意見に対して断れなかったりと周りに合わせてしまう部分が随所に見られる。
松尾 のぞみ（まつお のぞみ）〈26〉
演 - 滝沢沙織
アシスタントリーダー。リコーダーを持ち出すシーンが随所に見られる。意見をはっきり言う性格で、店の人間関係をよく観察している人物。上司である桜と凛太郎が喧嘩をして、口を利かなくなった時には「店の雰囲気が悪くなる。ちゃんと仲直りしてください」と桜に物申す発言をしている。
柴田春子（しばた　はるこ）
演 - 平田薫
新人アシスタント。のぞみ、智則と一緒にいることが多い。
竹原 みどり（たけはら みどり）
演 - 太田希望
新人アシスタント。

### 武内家
武内 公平（たけのうち こうへい）〈41〉
演 - 遠藤章造（ココリコ）
美樹の夫。光生命保険ファイナンシャル・プランナー。妻をホテルに迎えに来たとき、フロントで志麻に声を掛けられ妻の友人とは知らず不倫関係になる。志麻の魅力にはまっていくが、肝心な場面でEDになってしまう。その後志麻が美樹の親友だと知ってからは体の関係は断ち切って、飲み友達として相談する間柄になる。志麻から過去の結婚生活の話を聞き、EDの検査をきちんと病院で検査してもらったほうがいいとアドバイスされる。検査を受けて、美樹の家出をきっかけに家族への向き合い方を見直していく。
武内 咲（たけのうち さき）
演 - 芳根京子
美樹・公平の娘。普段から両親とはそれほど会話はしないが、嫌いというわけでもない。祖母の節子が日常的に美樹への嫌味を家族の前で言っており、不満はあったが普段から何か言うことはなかった。しかし美樹が家出をした日に我慢できなくなり公平の前で祖母に対し美樹を守る形で怒った。
武内 翔（たけのうち かける）
演 - 笹原尚季
美樹・公平の息子。練馬区立石神井第二小学校に通っている。
武内 節子（たけのうち せつこ）〈68〉
演 - 野川由美子
公平の母。突然息子夫婦が暮らす自宅に押し掛け、嫁の美樹が迷惑に思っていることも顧みず、息子を過保護に溺愛する。日常的に家族の前で美樹へ嫌味を言っている。美樹が家出をした日に、我慢できなくなった咲から注意を受ける。公平からも反論されて、その日以降は美樹への嫌味を慎むようになった。
美樹の母
演 - 森恵美

### その他の関係者
遠藤 健一（えんどう けんいち）〈44〉
演 - 橋本さとし
凛太郎の幼馴染で親友。桜の行きつけの店『SOBAR エンドウ』の店長で、店では昼間は蕎麦を打っている。地元に戻ってきた凛太郎を歓迎する。店を利用する客の相談をよく聞いている。第9話でゲイであることが明かされる。
桃
演 - 市川由衣
広斗とは体の関係を持っている。コンビニの前でタバコを吸っている際、たまたま通りかがった桜から通学路では幼児とぶつかる可能性もあり危ない、迷惑になるからここで吸わないでと注意をされ、快く思わなかった桃は兄の勇介に桜のことを告げ口をする。その後、広斗は桜と向き合うことを決め、桃とは関係を絶った。それを桜のせいだと、桜に対して嫌悪感を示している。年上の女性と付き合うことに対する偏見の発言をしたり、妊娠したと嘘のメールをしたりと広斗を振り回す行動をしている。
大神 隆志
演 - 名高達男
広斗の実父で千代子の継父。大神コーポレーション社長。BMXをする広斗に理解を示す様子は見られず、会社を継いでほしいと思っている。
大神 瑠璃
演 - 筒井真理子
隆志の後妻。広斗の継母で千代子の実母。
立花 光子
演 - 前田美波里
凛太郎の母。ブティック経営。凛太郎にお見合いを勧めている。
萩原 寿男
演 - 風間トオル
ヘアーサロン『HAPPY-GO-LUCKY』本社社長。事前に桜に相談もせず、独断で銀座本店で店長をしていた凛太郎を吉祥寺店に異動させる。3ヵ月後に凛太郎からの異動願いを受け、ニューヨーク支店への辞令を出す。

### ゲスト
桜の常連客
ヘアーサロン『HAPPY-GO-LUCKY』吉祥寺店に通う桜の常連客たち。
- ショウコ - 吉川まりあ（第1話）
- 陽子 - 市川千恵子（第1話）
- 西澤 - 山下恵司（第1話）
- ミカ - 山田あさこ（第3話）
- 早川 - 菊池均也（第5話）

勇介
演 - 遠藤要（第3・5・10 - 最終話）
桃の兄。桃からは桜や広斗の話は聞いている模様。妹思いではあるが余計なことにまで首を突っ込んだり、人を恫喝したり暴力でねじ伏せたりする態度を見せている。桜を見かけた際には桜の所持金を奪った上で銀行口座の暗証番号を聞き出そうとした。桜を殴ろうとしたが凛太郎が助けに入ってきたので、仲間と共に凛太郎を殴っている。警察が来たため「顔を覚えとけよ」と捨て台詞を吐いて逃走したが、後日広斗から桜に二度と近づかないでくれ、と怒り混じりに告げられ姿を消した。
遠山 聡〈30〉
演 - 大林健二（第5話）
桜の弟。姉思いの性格であるが、自由奔放な一面もある。桜のマンション向かいの神社で理恵にキスを迫っていたら、歩いていた桜に目撃される。理恵とキャバクラで出会ってから交際期間2か月で結婚を決意するが、自分の母に猛反対され、理恵とともに姉を頼って福岡から駆け落ち同然に上京して来る。親には昔から期待される存在であった。広斗には「15も上の姉ちゃんと付き合いよるですか。姉ちゃんのどこに惚れたとですか。いや～もし遊びやったら、早いこと別れてくれてもええですかね。いや～姉ちゃんには苦労ばっかりかけてきとるんで、誰よりも幸せになって欲しかとです。そんな姉ちゃんを不幸にする奴はこの俺が許さんけん」と釘を刺す発言をしている。福岡ではアルバイト勤務だが、母がアルバイト先の社長に連絡をしており、「お願いをしてしばらく休みを貰うことにしたからって。その代わり早く（聡を）説得して帰してくれ」と言われたと桜の電話に母から伝言があったことを知る。桜から実家に仕送りをしてもらっており、東京の就職活動をしても上手くいかず金を貸してほしいとせがむ。その態度に失望した理恵から桜や広斗たちの前で殴られた挙句正論と軽蔑の言葉で厳しく叱責されたことと、そのやり取りを見兼ねた広斗の説得と彼の生き方を見て考えを改め、理恵と一緒に福岡へ帰る。
理恵
演 - 小松彩夏（第5話）
聡の彼女。両親は離婚している。女手一つで育ててくれた母が再婚してからはあちこち転々としている。生まれは福岡ではない。頼れる身内がいない。聡と一緒に上京するが、仕事探しも生活も上手くいかないことを東京のせいにして姉に頼り切りの聡に激怒し、周りの目も気にせず叱責したが、桜から諭されたことと広斗との出会いで聡が心を入れ替えたことにより再び一緒に福岡へ帰ることになる。
将臣
演 - 山本裕典（第6 - 7話）
ホストクラブAIRホスト。デイトレーダー。女子会の集まりでホストクラブに訪れた美樹と出会う。株の投資をしている。美樹がアルバイトの面接で使った履歴書をたまたま店のソファーに落ちているのを見つけて、美樹に近づく。美樹の弱みに付け込み時給2千円の仕事を持ち掛け、その後もお金を投資するよう勧めて美樹を騙そうとしたが逃げられる。
小松 哲郎
演 - 前川泰之（第7話）
志麻の元夫。桜、美樹と訪れたホテルで再会する。4年前に再婚した妻との間に一人娘のひまり（演：滝沢美結）が産まれる。
小松 幸恵
演 - 清水 藍（第7話）
哲郎の妻。一人娘のひまりを出産する。
茅野 かすみ
演 - 三浦理恵子（第8話）
凛太郎の中学時代の先輩で、元恋人。料理教室講師。凛太郎と付き合い始めたのは高校を卒業してから。10年以上同棲していたので周りからは結婚すると思われていたが、ある日突然別れることになった。その後別の男性と結婚をしている。夫と離婚することになり実家に戻るも居場所がなく、凛太郎を頼って美容室へ訪ねて来る。夫からは暴力を受けており何年も前から関係が破綻している。離婚をしたいと申し出たら夫から浮気を疑われて、家を出た。凛太郎と長く付き合っていたのに別れたのは、「終わらせたくなかった。ずっと恋をしていたかったから」と凛太郎に告白している。
富嶋 祥子
演 - 滝川恵理（第9話）
公平の担当看護師。
タケル〈24〉
演 - 菅谷哲也（第9・最終話）
BMXライダー。アメリカで活躍するBMXライダーの先輩から渡米を勧められて、一緒に行かないかと練習仲間の広斗を誘う。
近藤 卓（こんどう すぐる）
演 - KEIJI（EXILE）（第10 - 最終話）
お見合い会場で志麻が男性を選別していく中で最後まで残った32番の男性。 自信に満ち溢れている志麻とお見合いをすることで、あがり症を克服し、自分の駄目な性格を変えたいと思っていた。

## スタッフ
- 脚本 - 中谷まゆみ
- 演出 - 田中亮、平野眞
- 音楽 - 半沢武志[20]
- 主題歌 - ケラケラ「スターラブレイション」（ユニバーサル シグマ）[21]
- 挿入歌 - Rihwa「Last Love」（TOY'S FACTORY）[22]
- 川柳の声 - 牧原俊幸（フジテレビアナウンサー）[23]
- 演出補 - 関野宗紀、岩城隆一
- 音楽プロデュース - 志田博英
- 音楽コーディネート - 千田耕平
- 選曲 - 谷口広紀
- タイトルバック・VFX - 小林一博
- タイトルロゴ - 原田直子
- VFX - 佐竹淳、阪田俊彦
- 特殊メイク - 江川悦子
- フードコーディネーター - 住川啓子
- BMX指導 - 米田大輔
- BMXライダー - 岡紘希、宮本祐太郎、中務泰法、根本秀幸、河本伸明
- 美容師指導 - 中田直久、高橋澄絵、山口綾子、山先亮輔
- ピラティス指導 - YASUYO
- 方言指導 - 小林節子
- 協力 - 全日本BMX連盟、BEAUTRIUM
- 撮影協力 - MURASAKI PARK TOKYO、岡谷物流
- プロデュース補 - 西田久美子、荻田真弓
- プロデュース - 中野利幸
- 制作著作 - フジテレビ

## 放送日程
| 各話                                                       | 放送日        | サブタイトル                                         | 演出   | 視聴率 |
| ---------------------------------------------------------- | ------------- | ---------------------------------------------------- | ------ | ------ |
| 第1話                                                      | 2013年4月11日 | おやじ女子が恋を エッチな王子様登場 不器用な恋始まる | 田中亮 | 13.3%  |
| 第2話                                                      | 2013年4月18日 | 恋と人生の大逆転!!年下男は王子様!?                   | 田中亮 | 14.4%  |
| 第3話                                                      | 2013年4月25日 | おやじ女の大奮闘!?二人きりの夜に…!!                  | 田中亮 | 14.4%  |
| 第4話                                                      | 2013年5月 2日 | 禁断のキス                                           | 平野眞 | 14.5%  |
| 第5話                                                      | 2013年5月 9日 | 走り出した想い…!!恋の先にある衝撃!!                  | 平野眞 | 14.9%  |
| 第6話                                                      | 2013年5月16日 | 大波乱!!一触即発の三角関係!!                         | 田中亮 | 15.0%  |
| 第7話                                                      | 2013年5月23日 | イケナイkiss                                         | 平野眞 | 15.7%  |
| 第8話                                                      | 2013年5月30日 | さよなら…そして、ありがとう                          | 田中亮 | 14.8%  |
| 第9話                                                      | 2013年6月 6日 | オレはお前が好き                                     | 平野眞 | 15.9%  |
| 第10話                                                     | 2013年6月13日 | お前はオレが守る                                     | 田中亮 | 16.1%  |
| 最終話                                                     | 2013年6月20日 | 私の選ぶ王子様                                       | 田中亮 | 17.8%  |
| 平均視聴率 15.2%（視聴率は関東地区・ビデオリサーチ社調べ） |               |                                                      |        |        |

- 初回・第8話・最終話は22時 - 23時9分の15分拡大放送。

## 受賞
- 第77回ザテレビジョンドラマアカデミー賞[10]
  - 主演女優賞（篠原涼子）

## 関連商品

### Blu-ray・DVD
- ラスト♡シンデレラ Blu-ray BOX（2013年10月2日発売、ポニーキャニオン）
- ラスト♡シンデレラ DVD-BOX（2013年10月2日発売、ポニーキャニオン）

### サウンドトラック
- ラスト♡シンデレラ オリジナル・サウンドトラック（2013年5月29日発売、ポニーキャニオン）

### 書籍
- ラスト♡シンデレラ ノベライズ（2013年6月22日発売、扶桑社）ISBN 978-4594068394